# Aire enrarit

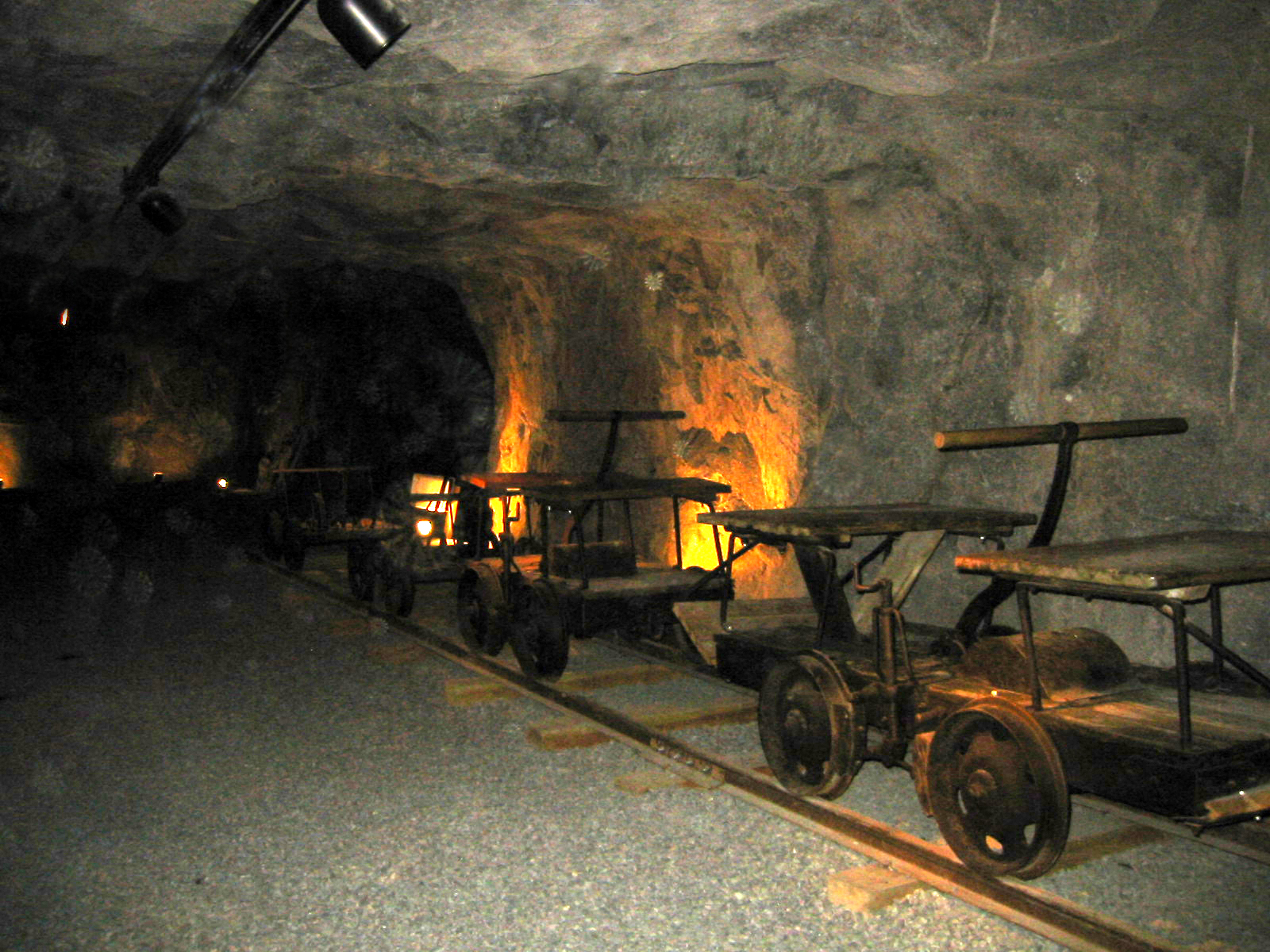
Interior d'una mina subterrània on es pot produir l'aire enrarit.

S'anomena aire enrarit aquell aire que, per manca de ventilació a les galeries d'una mina subterrània, s'ha empobrit en oxigen i s'ha carregat de diòxid de carboni i d'altres gasos. Aquest procés pot provocar la falta oxigen dintre d'una mina subterrània i fer perillar la vida dels éssers vius que hi estan dintre.

## Gasos a les mines subterrànies

### Nitrogen
Gas inert, incolor, inodor, insípid i és més lleuger que l'aire. Quan es troba barrejat amb una mica d'oxigen produeix sufocament a l'organisme humà. Es forma pel despreniment dels estrats de roques a algunes mines i també pel consum d'oxigen de l'aire per alguna forma de combustió, especialment la combustió d'explosius. Quan els gasos tòxics més lleugers que l'aire s'acumulen en xemeneies o llocs alts de treball, estan formats generalment per nitrogen.Quan es barreja amb l'oxigen en una proporció aproximada del 78% al 21%, com en l'aire atmosfèric, la seva acció és diluir l'oxigen. Aquest gas causa la mort per sufocament quan el percentatge de nitrogen supera el 88%.orgàniques.

### Monòxid de carboni
Gas extremadament verinós, incolor, inodor i insípid. És un dels gasos més perillosos que hi ha i és la causa del 90% dels accidents fatals en mines per intoxicació per gasos. No manté la combustió i és impossible detectar-ne la presència sense comptar amb equips de detecció de gasos. Es produeix sempre durant els incendis a mines, explosions de gas i pols, voladures, crema d'explosius i pels motors de combustió interna. La seva acció tòxica sobre l'home és deguda a la gran afinitat química que té l'hemoglobina de la sang amb aquest gas, 250 a 300 vegades major amb l'oxigen. Per això, les petites concentracions de monòxid de carboni són tan perilloses.Si una persona aspira monòxid de carboni en l'aire, els glòbuls rojos perden la capacitat d'admetre oxigen que ja no arriba fins als teixits del cos, produint-se la mort per falta d'oxigen. Les víctimes que es recuperen del monòxid de carboni han de romandre sota observació mèdica almenys durant 24 hores.

### Gasos nitrosos
Gasos incolors en concentracions baixes i de color marró vermellós quan la concentració és alta. És un gas tòxic i irritant que es forma a les mines per efecte de l'ús d'explosius, especialment quan s'utilitza anfo (Ammonium Nitrate - Fuel Oil) i per la combustió de motors dièsel. La seva acció tòxica l'exerceix a les vies respiratòries, especialment als pulmons, en dissoldre's amb l'aigua formant l'àcid nítric i nitrós que corroeixen els teixits. Una concentració de 0,002% produeix un enverinament mortal. Els òxids de nitrogen tenen un comportament enganyós respecte a la seva toxicitat, ja que una persona que el respira es pot refer aparentment i després de diverses hores o dies morir sobtadament.

### Anhidrid sulfurós
Gas incolor sufocant, amb forta olor sulfurosa, és 2,2 vegades més pesat que l'aire i es dissol fàcilment a l'aigua. És fortament irritant dels ulls, el nas i la gola, fins i tot en concentracions baixes, i pot causar danys greus als pulmons si s'inhala en altes concentracions. En concentracions superiors a 0,001% ataca les mucoses i amb 0,05% és mortal. Es forma per la combustió de pirites, de minerals amb alt contingut de sofre i per voladures en roques que contenen sulfurs.orgàniques.

### Gas sulfhídric
Gas incolor d'olor característica d'ous podrits, sufocant, tòxic, inflamable, irritant i verinós. És més verinós que el monòxid de carboni, però el seu olor característic el fa menys perillós. Irrita les mucoses dels ulls, dels conductes respiratoris i ataca el sistema nerviós. Amb un contingut de 0,05% es produeix un enverinament perillós en mitja hora i amb un 0,1% ràpidament sobrevé la mort. Les emanacions s'originen per la putrefacció de substàncies orgàniques, la descomposició de minerals sulfurosos, l'emanació de gasos a través esquerdes i per la combustió incompleta d'explosius.

### Gas grisú
Gas compost principalment per metà, contenint una mitjana de 95% d'aquest gas. Els altres components són l'anhídrid carbònic, el nitrogen, l'età i sovint l'hidrogen. El metà és un dels gasos més perillosos existents a les mines per la seva propietat de formar barreges explosives amb l'aire. Les explosions de metà han estat causa de la mort de centenars de miners del carbó. Es troba a les mines de carbó i en roques que contenen matèries orgàniques.